# Buthus
Buthus is een geslacht van schorpioenen uit de familie van de Buthidae.

## Soorten
- Buthus confucius Simon, 1880
- Buthus occitanus Amoreux, 1789